# Kirchbach (Gräbenackersbach)
Der Kirchbach ist ein knapp drei Kilometer langer rechter und südlicher Zufluss des Gräbenackersbaches.

## Geographie

### Verlauf
Der Kirchbach entspringt im Odenwald auf einer Höhe von etwa 265 m ü. NHN südwestlich des Brensbacher Ortsteils Wersau in einem Mischwald am Südhang des Gemmertsberges, direkt beim Toten Mann. 
Er fließt zunächst in nordöstlicher Richtung  durch den Wald, welcher nach etwa 800 m von landwirtschaftlich genutztes Gelände abgelöst wird. Danach passiert der Bach die Ortschaft Wersau, wechselt etwa 200 m von der Gersprenz entfernt, abrupt seine Richtung nach Nordwesten.
Schließlich mündet  er auf einer Höhe von etwa 166 m ü. NHN nördlich von Wersau, bei den Niederwiesen  in den Gräbenackersbach.
Sein etwa 2,7 km langer Lauf endet ungefähr 99 Höhenmeter unterhalb seiner Quelle, er hat somit ein mittleres Sohlgefälle von 37 ‰.

### Einzugsgebiet
Das Einzugsgebiet des Kirchbachs liegt im Vorderen Odenwald und im Reinheimer Hügelland und wird durch ihn über den Gräbenackersbach, die Gersprenz, den Main und den Rhein zur Nordsee entwässert.
Es grenzt
- im Osten an das der Gersprenz
- im Südosten an das des Küh-Bachs, der in die Gersprenz mündet
- im Süden an das des Gersprenzzuflusses Bierbach
- und im Westen und Norden an das des Gräbenackersbachs.

Das Einzugsgebiet ist im Quellbereich bewaldet, ansonsten dominiert Ackerland. Das Dorf Wersau ist die einzige Siedlung in seinem Einzugsgebiet.

### Flusssystem Gersprenz
- Fließgewässer im Flusssystem Gersprenz